# Europa wschodnia (album)
Europa wschodnia – drugi studyjny album zespołu Bruno Schulz wydany w 2009 roku nakładem S.P. Records.

## Lista utworów
1. "Bo wszystko już było" – 2:58

2. "Dziury w ziemi" – 2:07

3. "Proteiny" – 3:23

4. "Co jest dalej" – 2:50
		
5. "Radioactive Love" – 2:57
	
6. "Wszystko widać inaczej" – 3:05
	
7. "Smutny chłopiec" – 3:57

8. "Nic nie może nas zatrzymać" – 5:14

9. "Wait in vain" – 3:29

10. "Tele-apatia" – 3:37

11. "Pan David Lynch" – 2:48
	
12. "Usta na ścianach" – 3:24

13. "Zanim wypalimy się" – 3:25

14. "Rejecting every shape" – 4:52

## Twórcy
- Karol Stolarek – wokal, sample
- Marcin Regucki – gitara
- Wit Zarębski – gitara basowa
- Colin Magee – perkusja

## Gościnnie
- Wojtek Czyszczoń – perkusja
- Piotr Zabrodzki – instrumenty klawiszowe